# Рауэр-Сиккель, Эви Кустовна
Эви Кустовна Ра́уэр-Си́ккель (1915 — 2004) — советская и эстонская актриса театра и кино, телережиссёр. заслуженная артистка Эстонской ССР (1952).

## Биография
Родилась 29 октября 1915 года в Ревеле (ныне Таллин, Эстония). Актриса Рабочего театра (Töölisteatri) в Таллине (1936—1939), театра «Угала» (Ugala) в Вильянди (1939—1942, 1945—1952 и 1969—1973), театра «Эндла»  в Пярну (1942—1945), актриса Эстонского драматического театра в Таллине (1952—1958).
В 1958—1968 годах режиссёр Эстонского телевидения.
Умерла 17 сентября 2004 года в Таллине (Эстония).

## Избранная фильмография
- 1955 — «Яхты в море» — мать Юхана
- 1956 — «На задворках» — Мария
- 1960 — «Актёр Йоллер» — сестра Тоомаса Йоллера
- 1968 — «Лесная легенда» — хозяйка Таммару

## Награды и премии
- орден «Знак Почёта» (30.12.1956)
- заслуженная артистка Эстонской ССР (1952).
- Сталинская премия третьей степени (1952) — за исполнение роли Рооси в цветной кинокартине «Свет в Коорди» (1951), производства киностудии «Ленфильм» и Таллинской киностудии.

## Семья
- муж — актёр Арнольд Сиккель (1912—1974).
- дочь — актриса Пирет Сиккель (р. 1941).